# Buôn bán tình dục qua mạng
Buôn bán tình dục qua mạng là một hình thức buôn người dựa trên internet và tội phạm mạng liên quan đến phát trực tiếp hoặc chia sẻ các băng video khai thác tình dục và nô lệ tình dục. Nó xảy ra trên các mạng truyền thông xã hội, các trang web chia sẻ video khiêu dâm, trang hẹn hò, phòng trò chuyện trực tuyến, ứng dụng, trang web tối và các trang và tên miền khác. Nạn nhân là nô lệ tình dục bị hãm hiếp trực tuyến hoặc buộc phải thực hiện hành vi tình dục với chính họ hoặc với các nạn nhân khác trong thời gian thực. Một số bị ép buộc phải loạn luân. Họ thường bị buộc phải xem người tiêu dùng trả tiền trên các màn hình được chia sẻ và làm theo những yêu cầu của khách. Trẻ em và người nghèo đặc biệt dễ bị tổn thương.  Tội phạm đã gia tăng từ sự phổ biến toàn cầu của internet và điện thoại di động  trong thế kỷ hai mươi mốt, đặc biệt là ở các nước đang phát triển, và sự phát triển của Thời đại Thông tin.  Ngành công nghiệp bất hợp pháp này được liên kết với toàn cầu hóa và việc mở rộng cơ sở hạ tầng viễn thông trên toàn thế giới.
Nạn nhân sẽ bị bắt cóc, đe dọa hoặc lừa dối. Họ sẽ bị giam cầm và nhốt trong những căn phòng có mái che hoặc không có cửa sổ và một web cam. Họ sẽ trải qua chấn thương về thể chất và tâm lý. Nạn nhân có thể bị khai thác ở bất kỳ địa điểm nào mà những kẻ buôn người trên mạng có máy tính, máy tính bảng hoặc điện thoại có kết nối internet. Những địa điểm này, thường được gọi là 'cybersex dens', có thể ở trong nhà, khách sạn, văn phòng, quán cà phê internet và các doanh nghiệp khác, khiến chúng rất khó hoặc không thể truy bắt. Không có dữ liệu về số nạn nhân buôn người trên mạng. Một số nạn nhân không được vận chuyển và giam cầm về mặt thể xác, nhưng bị tống tiền, bắt nạt hoặc bị ép buộc tự quay phim thực hiện hành vi tình dục trực tiếp. Những người khác bị lừa dối bởi các đối tác lãng mạn giả mạo, những người thực sự bất hợp pháp hoặc những kẻ phá hoại nội dung khiêu dâm trẻ em, để tự quay phim thủ dâm. Các video được phát trực tiếp cho người mua hoặc ghi lại để bán sau đó.
Những kẻ buôn bán, thủ phạm và người tiêu dùng trên mạng nam và nữ , thường hoạt động đằng sau một rào cản ảo và thường là ẩn danh, đến từ các quốc gia trên khắp thế giới và mọi tầng lớp xã hội và kinh tế. Một số là thành viên gia đình nạn nhân, bạn bè và người quen. Những kẻ buôn người có thể là một phần của các tập đoàn tội phạm quốc tế, các băng đảng thành phố hoặc các hoạt động nhỏ hơn, bao gồm chỉ một người. Họ hoạt động một cách trắng trợn và đôi khi thiếu các cấu trúc phối hợp mà chính quyền có thể xâm nhập và phá bỏ. Những kẻ săn mồi và ấu dâm ở nước ngoài tìm kiếm và chịu trả tiền cho các trang web phát trực tiếp khai thác tình dục trẻ em.
Bản chất xuyên quốc gia và quy mô toàn cầu của buôn bán tình dục qua mạng đòi hỏi phải có sự phản ứng thống nhất của các quốc gia, tập đoàn và tổ chức trên thế giới để giảm thiểu các sự cố của tội phạm; bảo vệ, giải cứu và phục hồi nạn nhân; và bắt giữ và truy tố tội phạm. Một số chính phủ đã khởi xướng các chiến dịch vận động và truyền thông tập trung vào nhận thức về tội phạm. Họ cũng đã thực hiện các hội thảo đào tạo được tổ chức để dạy cho các cơ quan thực thi pháp luật, các công tố viên và các cơ quan chức năng khác, cũng như các nhân viên NGO, để chống lại tội phạm và cung cấp dịch vụ chăm sóc sau chấn thương. Các luật mới chống buôn bán tình dục qua mạng là cần thiết cho Thời đại Thông tin.